# Ceai galben

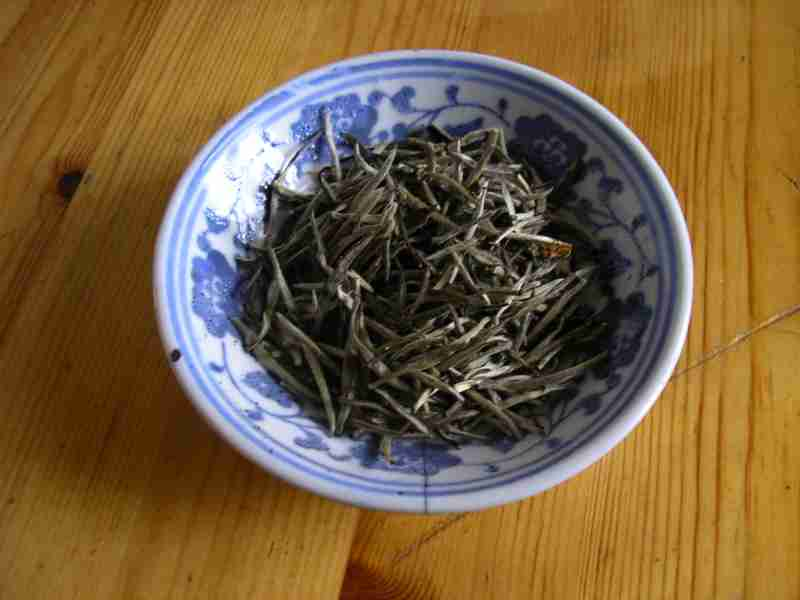
Ceaiul Junshan Yinzhen este un ceai galben

Ceaiul galben (chineză: 黃茶; pinyin: huángchá) se referă, de obicei, la un ceai special procesat în mod similar cu ceaiul verde, dar la care faza de uscare este mai lentă, iar frunzelor de ceai umede li se permite să fie și galbene. Ceaiul are, în general, un aspect galben-verde și un miros diferit atât față de ceaiul alb cât și față de cel verde. Mirosul său este uneori confundat cu cel al ceaiului negru.
Se mai poate descrie ca fiind ceaiurile de înaltă calitate servite la curtea imperială, deși acest lucru poate fi aplicat la toate formele de ceai servite la curtea imperială.

## Varietăți de ceai galben
Junshan Yinzhen (君山銀針)din Provincia Hunan, China
Huoshan Huangya (癨山黃牙)din Provincia Anhui, China.
Meng Ding Huangya (蒙頂黃芽)din Provincia Sichuan, China.
Da Ye Qingdin Provincia Guangdong, China.
Huang Tangdin Provincia Zhejiang, China.